# 550139 Venn
550139 Venn è un asteroide della fascia principale. Scoperto nel 2006, presenta un'orbita caratterizzata da un semiasse maggiore pari a 2,685468 UA e da un'eccentricità di 0,252389, inclinata di 13,102583° rispetto all'eclittica.